# ایتالیایی (ترانه)
«ایتالیایی» (به ایتالیایی: L'Italiano) آهنگی از هنرمند ایتالیایی توتو کوتونیو است که در سال ۱۹۸۳ منتشر شد. این آهنگ موفق‌ترین ترانه وی به صورت بین‌المللی و شناخته‌شده‌ترین قطعه موسیقی وی است. محبوبیت این ترانه در ده نود میلادی کاهش یافت و وقتی توتو کوتونیو آن را در کنسرتی خیریه برای بزرگداشت قهرمانی ایتالیا در جام جهانی ۲۰۰۶ زنده اجرا کرد، موجی جدید از محبوبیت این ترانه پدیدار شد.